# Toksin oslovskega kašlja
Toksin oslovskega kašlja (tudi pertuzijski toksin, PT) je eksotoksin, ki ga izloča bakterija vrste Bordetella pertussis. Gen za toksin je zapisan na bakterijskem kromosomu. Po naselitvi v sluznici zgornjih dihal začnejo bakterije izločati toksin, ki uničuje migetalčni epitelij in povzroči obilno izločanje sluzi, zaradi česar se pojavijo hudi napadi kašlja z občutkom oteženega dihanja (dispneja).

## Zgradba in mehanizem delovanja
Toksin spada v skupino toksinov A-B, kar v osnovi pomeni, da je sestavljen iz dveh podenot, in sicer iz podenote A in B. Podenota B je v resnici zgrajena iz petih beljakovin, tj. S2, S3, dveh S4 in S5. Podenota A tako predstavlja beljakovino S1.
Toksin je izven celic v neaktivni obliki. Pritrjevanje na celice posredujeta beljakovini S2 in S3, pri čemer se S2 veže na posebni glikolipid v membrani celic migetalčnega epitelija, S3 pa na posebni gangliozid na površini fagocitov.  Po vezavi se spremeni konformacija molekule, kar omogoči prehod beljakovine S1 skozi membrano. Nekateri viri omenjajo kot možno pot endocitotski privzem ter retrogradni transport do trans Golgijevega omrežja in endoplazemskega retikuluma. V določeni točki med transportom postane podenota A aktivirana, verjetno preko delovanja glutationa ter ATP-ja.
Aktivirana beljakovina je ADP-riboziltransferaza, ki deluje na inhibitorno podenoto G-proteina (Gi), ki sicer inhibira podenoto Gs in s tem zavira delovanje adenilatciklaze. Posledica tega je povečana produkcija cikličnega AMP (cAMP), kar ovira utripanje migetalk in poveča izločanje sluzi, v fagocitih pa zavre proces fagocitoze ter kemotaktičnega premikanja.